# Michael A. Stevenson
Pour les articles homonymes, voir Stevenson.
Michael A. Stevenson est un monteur américain de cinéma et de télévision.

## Biographie
Fils d'un monteur de cinéma, il a commencé sa carrière à la MGM; il a travaillé en particulier pour Walt Disney Company.

## Filmographie
- 1978 : Le Privé de ces dames (The Cheap Detective)
- 1978 : California Hôtel (California Suite)
- 1979 : Chapter Two
- 1980 : Comme au bon vieux temps (Seems Like Old Times) de Jay Sandrich
- 1982 : Annie
- 1982 : Le Joujou (The Toy)
- 1984 : Autopsie d'un crime (The Burning Bed) (TV)
- 1985 : Touché !
- 1986 : Spot Marks the X (TV)
- 1986 : A Winner Never Quits (en) (TV)
- 1987 : Trois Hommes et un bébé (3 Men and a Baby)
- 1989 : Chérie, j'ai rétréci les gosses (Honey, I Shrunk the Kids)
- 1989 : Le sapin a les boules (National Lampoon's Christmas Vacation)
- 1990 : Tels pères, telle fille (3 Men and a Little Lady)
- 1992 : Chérie, j'ai agrandi le bébé (Honey I Blew Up the Kid)
- 1993 : Le Gang des champions (The Sandlot)
- 1993 : Allô maman, c'est Noël (Look Who's Talking Now)
- 1997 : Un Indien à New York (Jungle 2 Jungle)
- 1997 : Flubber
- 1998 : Blindness
- 1999 : Les Muppets dans l'espace (Muppets from Space)
- 2001 : Les Visiteurs en Amérique (Just Visiting)
- 2001 : Comme chiens et chats (Cats & Dogs)
- 2002 : Maman, je suis seul contre tous (Home Alone 4) (TV)
- 2004 : Garfield (Garfield)

## Nominations
- Il a été nommé à deux reprises en 1985, aux Primetime Emmy Awards et aux American Cinema Editors.